# Desperado: Badlands Justice
Desperado: Badlands Justice è un film per la televisione del 1989 diretto da E.W. Swackhamer.
È un film western statunitense con Alex McArthur, John Rhys-Davies e James Sikking.

## Produzione
Il film, diretto da E.W. Swackhamer su una sceneggiatura di Leslie Bohem e Elmore Leonard con il soggetto di Andrew Mirisch e dello stesso Bohem, fu prodotto da Charles E. Sellier Jr. per la Universal TV tramite la Walter Mirisch Productions e la Charles E. Sellier Productions e girato a Mescal in Arizona.

## Distribuzione
Il film fu trasmesso negli Stati Uniti il 17 dicembre 1989 sulla rete televisiva NBC.
Alcune delle uscite internazionali sono state:
- in Germania Ovest (Desperado 5: Land ohne Gesetz)
- in Finlandia (Desperado: Kultakaivos)

## Prequel e sequel
Desperado: Badlands Justice segue a Desperado del 1987, The Return of Desperado del 1988 e Desperado: Avalanche at Devil's Ridge del 1988. Fu seguito da Desperado (Desperado: The Outlaw Wars) del 1989.